# Національний парк Гуанакасте (Коста-Рика)
Національний парк Гуанакасте (ісп. Parque Nacional Guanacaste) — національний парк в Коста-Риці, частина об'єкта Світової спадщини — природоохоронної території Гуанакасте (Area de Conservación Guanacaste). Парк розташований на півночі Коста-Рики, на схилах вулканів Оросі і Какао, на захід від Панамериканського шосе, на іншому боці якого розташований національний парк Санта-Роса. Парк був створений в 1989 році, частково завдяки діям Деніела Дженсена з метою забезпечення коридору між вологими та сухими лісами, між якими відбувається сезонна міграція багатьох видів тварин. Парк вкриває площу близько 340 км², тут мешкають близько 140 видів ссавців, 300 видів птахів, 100 видів земноводних та плазунів та близько 10 тис. описаних видів комах.
| Коста-Рика | Це незавершена стаття з географії Коста-Рики. Ви можете допомогти проєкту, виправивши або дописавши її. |